# Angiens
Angiens ist eine französische Gemeinde mit 518 Einwohnern (Stand 1. Januar 2022) im Département Seine-Maritime in der Region Normandie (vor 2016 Haute-Normandie). Sie gehört zum Arrondissement Dieppe und zum Kanton Saint-Valery-en-Caux (bis 2015 Kanton Fontaine-le-Dun). Die Einwohner werden Angerlais genannt.

## Bevölkerungsentwicklung
| Jahr      | 1962 | 1968 | 1975 | 1982 | 1990 | 1999 | 2007 | 2014 |
| Einwohner | 641  | 538  | 523  | 527  | 602  | 625  | 603  | 536  |

## Sehenswürdigkeiten
- Kirche Saint-Martin